# クイーンダイヤモンド
クイーンダイヤモンドは、ダイヤモンドフェリーが運航していたフェリー。

## 概要
フェリーゴールドの代船として来島どっく大西工場で建造され、1986年10月に神戸 - 松山 - 大分航路に就航した。日本の長距離フェリーの新造代替としては最初期の事例となり、以降1990年代にかけて各社が続いた。
2003年4月1日、関西汽船との共同運航開始による航路再編で引退した。
その後、海外売船され、韓国のSea World Express FerryでNEW SEA WORLD EXPRESSとなり、木浦 - 済州島航路に就航した。
2008年にEndeavor Linesに売却されPRINCESS Tとなり、中国の造船所で改造を行った後、2009年7月にギリシャへ回航された。
2011年にVASTERVIKと改名、スウェーデンのゴットランドボートに傭船されヴィスビュー - ベステルビーク航路で夏期に運航される予定だったが、計画の不備により改装工事が伸展せず頓挫した。続いてギリシャのEUROPEAN MANAGEMENT MARITIME COMPANYがピレウス - レシムノン航路での運航を計画したが、同様に実現せず、係船されている。
Sea World Express Ferryで運航されていた際は、ダイヤモンドフェリー時代の塗装がおおむね引き継がれ、特徴的なイルカマークはそのまま残されていた。 
Endeavor Linesへの売却後は、バウバイザーを廃止して船首を整形するなど大幅な改造を受けている。

## 設計
2層の車両甲板と3層の居住区を配した全通船楼船である。従来船からは総トン数で約2倍近く大型化し、車両航送能力の向上と旅客設備のグレードアップが図られたほか、省エネルギー、省力化にも意が注がれた。
燃料等のタンク類と機関室はすべてEデッキ下に配置、D・Eデッキを車両甲板として、Cデッキに二等指定室（ドライバーズルーム）、Bデッキに特等室、ダイヤモンドホール、団体用二等和室、Aデッキに一等室及び二等室を配した。また、乗組員居住区は航海船橋甲板及びDデッキ前方に配置した。旅客一人当たりのスペースを従来船の2倍以上とし、二等室でも一人当たり床面積は1.4平米を確保している。船体中央部にはAデッキからEデッキまでのエレベーターを設置し、車椅子の利用が容易となった。
船首にバウバイザーと水密扉兼用の旋回式ランプを設け、中央部にD-Eデッキ間のシーソー式ランプ、船尾に水密扉兼用の船尾ランプをそれぞれ設置し、船首・船尾いずれの側からも車両の搭載を可能とした。一台当たりの最大荷重は50t、有効高さはDデッキ4.2m、Eデッキ4.4mを確保した。Dデッキは自然換気とされたことから、両舷に開口部の並ぶ船容となった。
ファンネルは当初背の低いもので、ファンネルマークも無かったが、就航後に増高の上、整風板が付けられた。

## 船内設備

### 船室
竣工時の要目。名称・定員はその後変更された。
- 特等室（洋室） バス・トイレ付 2名×11室
- 一等室（洋室） 洗面台付 4名×13室
- グリーン指定（洋室） 316名
- グリーン指定（和室） 24名
- 二等和室 83名
- 指定（洋室） 4名×25室
- 団体用二等和室 368名

計 965名

### 公室
- ダイヤモンドホール（Bデッキ）

本船の最大の特徴で、28m×25mの空間の両舷に大型窓を配した、間仕切り壁のない公室である。案内所、売店、自販機、ゲームコーナー、ラウンジ、レストランを集中配置しており、仕切り・テーブル・椅子を移動することによってホールとしての利用も可能とした。レストランはカフェテリア方式、売店はオープンショップ式である。
- 大浴場（Aデッキ）

舷側に設置され、大型窓を設けた展望浴室である。航海中は常時開放された。